# Покатаєв Вадим Юрійович
Вадим Юрійович Покатаєв — український льотчик, капітан Повітряних сил Збройних сил України, учасник російсько-української війни. Лицар ордена Богдана Хмельницького II (2023) та III (2022) ступенів.

## Життєпис
Пілот Мі-8.
Учасник миротворчої місії в Республіці Конго.
На фронті — від початку російсько-української війни. Брав участь у бойових діях на території Донецької та Луганської областей. Мав близько тисячі годин нальоту.
З початком повномасштабного російського вторгнення нищив колони окупантів на Київщині, Херсонщині та Донеччині.

## Нагороди
- орден Богдана Хмельницького ІІ ступеня (12 жовтня 2023) — за особисту мужність, виявлену у захисті державного суверенітету та територіальної цілісності України, самовіддане виконання військового обов'язку[1];
- орден Богдана Хмельницького ІІІ ступеня (14 березня 2022) — за особисту мужність під час виконання бойових завдань, самовіддані дії, виявлені у захисті державного суверенітету та територіальної цілісності України, вірність військовій присязі[2].